# Weißbach (Schwarzenberger Gegenbach)
Der Weißbach ist ein Bach in der Gemeinde Schwarzenberg am Böhmerwald in Oberösterreich. Er ist ein Zufluss des Schwarzenberger Gegenbachs.

## Geographie

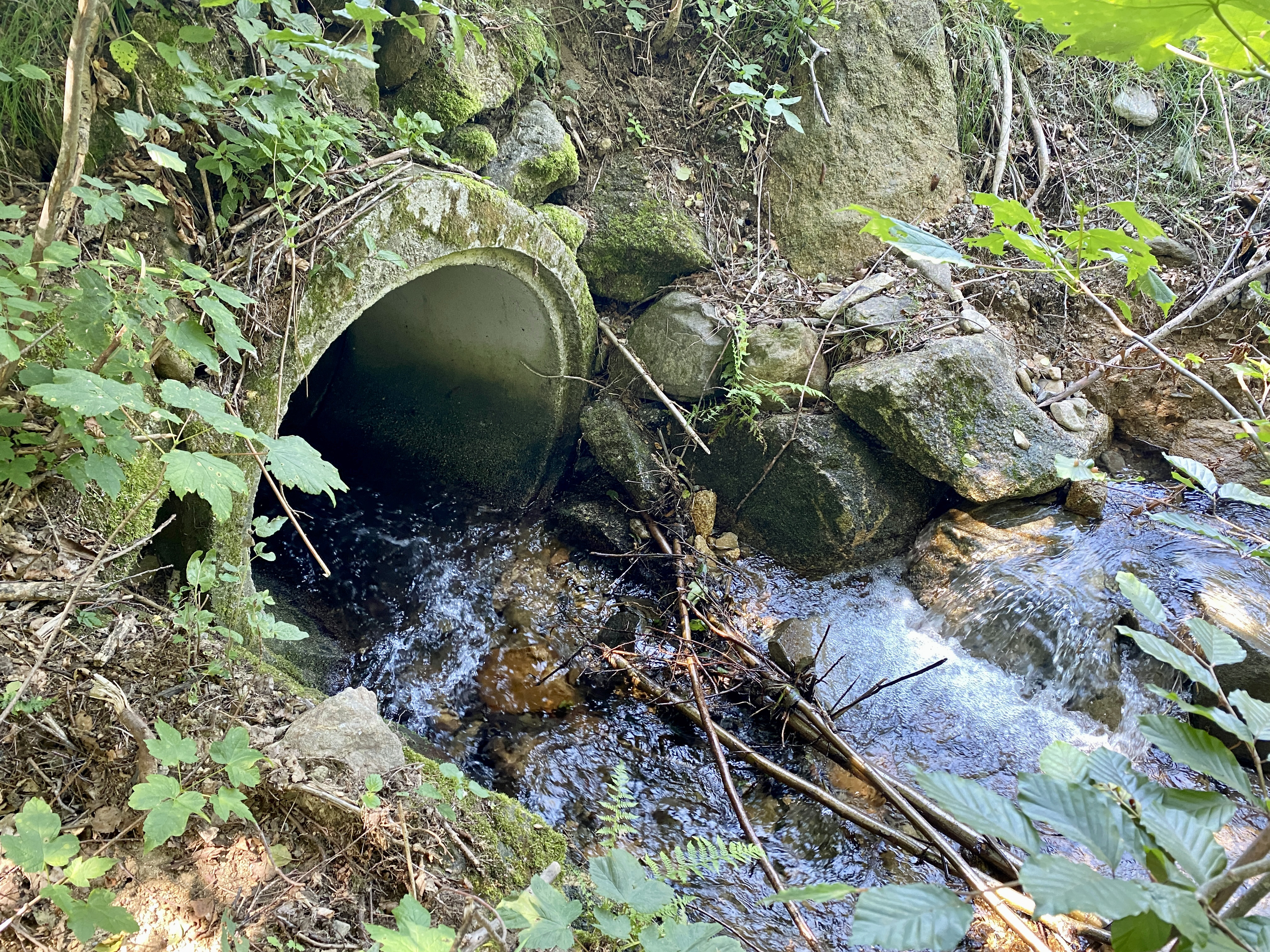
Ein Rohrdurchlass des Weißbachs

Der Bach entspringt südwestlich der Felsformation Teufelsschüssel auf einer Höhe von 1152 m ü. A. Er weist eine Länge von 3,16 km auf. Er mündet auf einer Höhe von 695 m ü. A. linksseitig in den Schwarzenberger Gegenbach. In seinem 3,04 km² großen Einzugsgebiet liegen Teile der Siedlung Oberschwarzenberg.
Der Wanderweg Goldsteig quert den Bach kurz vor dessen Mündung. Die Wanderreitrouten Böhmerwald – Große Mühl und Böhmerwald – Wegscheid queren den Bach beziehungsweise verlaufen zum Teil dessen Ufer entlang.

## Umwelt
In Oberschwarzenberg erstreckt sich südlich des Bachs ein großer und gut erhaltener Borstgrasrasen. Kurz vor seiner Mündung fließt der Weißbach entlang einer artenreichen Wiesenfläche, die aus Mager- und Borstgrasrasen besteht.
Der Bach ist Teil der 22.302 Hektar großen Important Bird Area Böhmerwald und Mühltal. Mit Ausnahme des Siedlungsgebiets von Oberschwarzenberg gehört er zum 9.350 Hektar großen Europaschutzgebiet Böhmerwald-Mühltäler.

## Geschichte
Das Stift Schlägl betrieb ab 1719 am Weißbach die Glashütte am Schwarzenberg. Beim Haus Schwarzenberg Nr. 93 erinnern häufige Scherbenfunden an die damalige Unternehmung.